# Nehdentomis
Nehdentomis is een geslacht van uitgestorven kreeftachtigen uit de klasse van de Ostracoda (mosselkreeftjes).

## Soort
- Nehdentomis foveatisulcata Fokin, 1993 †